# Hans Hermannstädter
Hans Hermannstädter, nemško-romunski rokometaš, * 6. februar 1918, Neustadt, Kronstadt, Burzenland, † 30. december 2006, Augsburg, Nemčija.
Leta 1936 je na poletnih olimpijskih igrah v Berlinu v sestavi romunske rokometne reprezentance osvojil peto mesto.